# جینشا
جینشا (به لاتین: Jinsha, Kinmen) یک سکونتگاه مسکونی در تایوان است که در کینمن واقع شده‌است.

## خصوصیات
جینشا ۴۱٫۱۹ کیلومترمربع مساحت و ۱۹٬۴۶۵ نفر جمعیت دارد.